# Eik van Granit
Eik van Granit (Bulgaars: Гранитски дъб) is een zomereik in het dorp Granit, Bulgarije.
De eik heeft een diameter van 2,38 m en is 23,4 m hoog. Alleen de oostelijke takken van de boom zijn nog in leven. In maart 1982 werden monsters genomen, die uitwezen dat de boom ongeveer 1637 jaar oud was. Met een geschatte kiemingsdatum van 345 n.C. is de boom de oudste van Bulgarije en een van de oudste van Europa.
In 1967 werd de Eik van Granit uitgeroepen tot een beschermde boom en opgenomen in de lijst van natuurmonumenten van Bulgarije.
In 2010 kwam de Eik van Granit voor in de documentaire "Levende eeuwigheid" (Bulgaars: Жива Вечност).

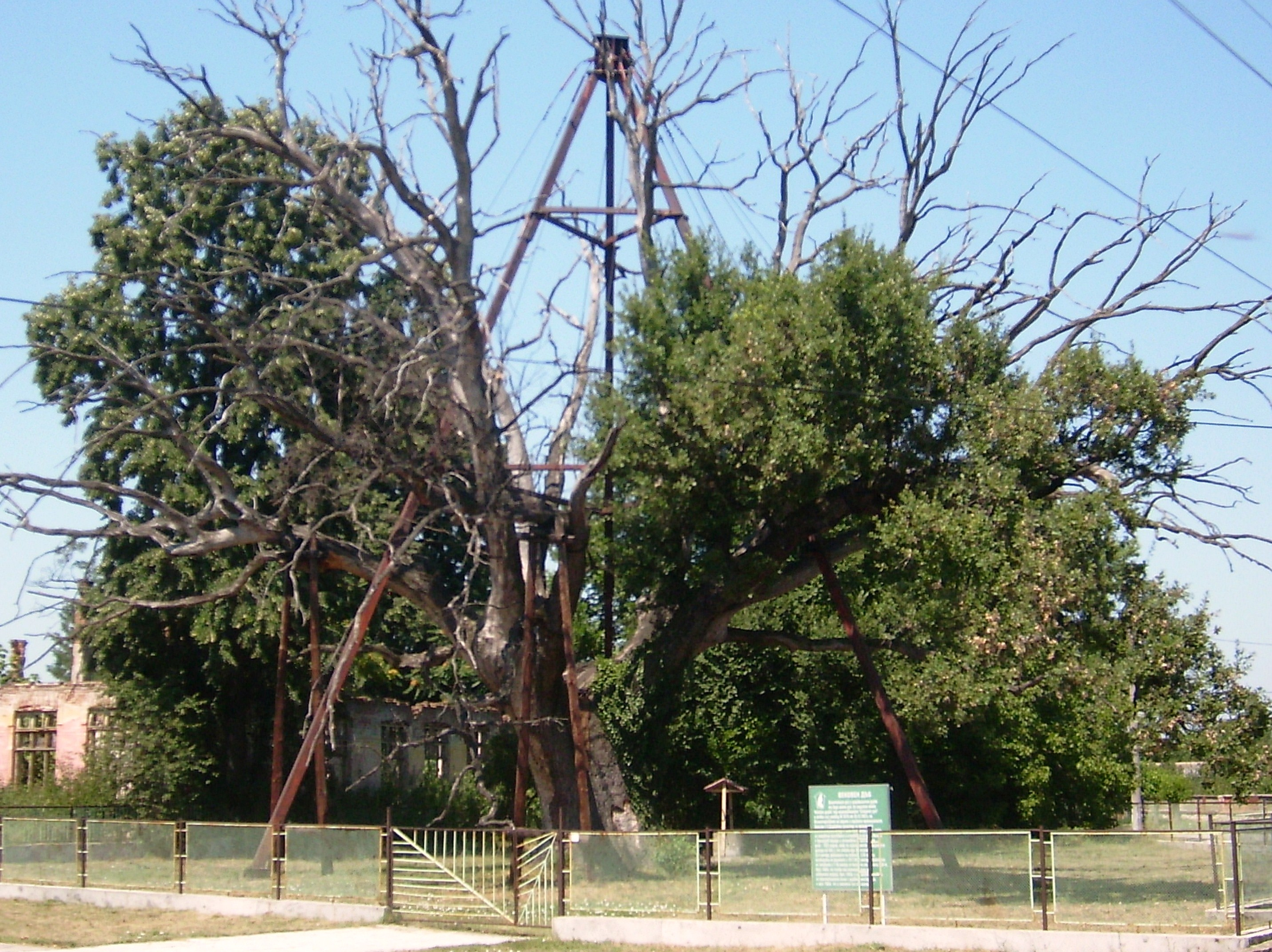
De Eik van Granit in augustus 2011
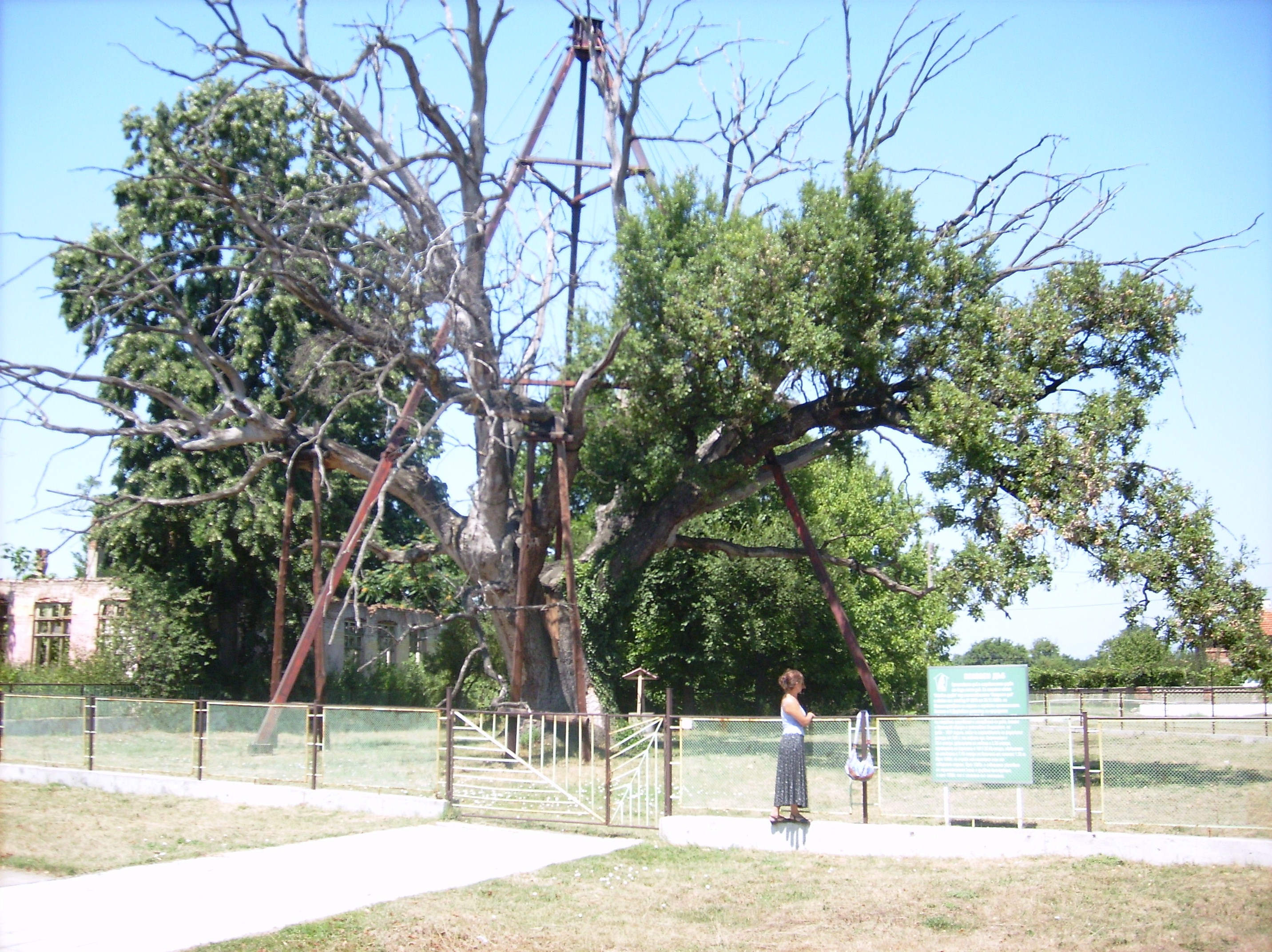
De Eik van Granit
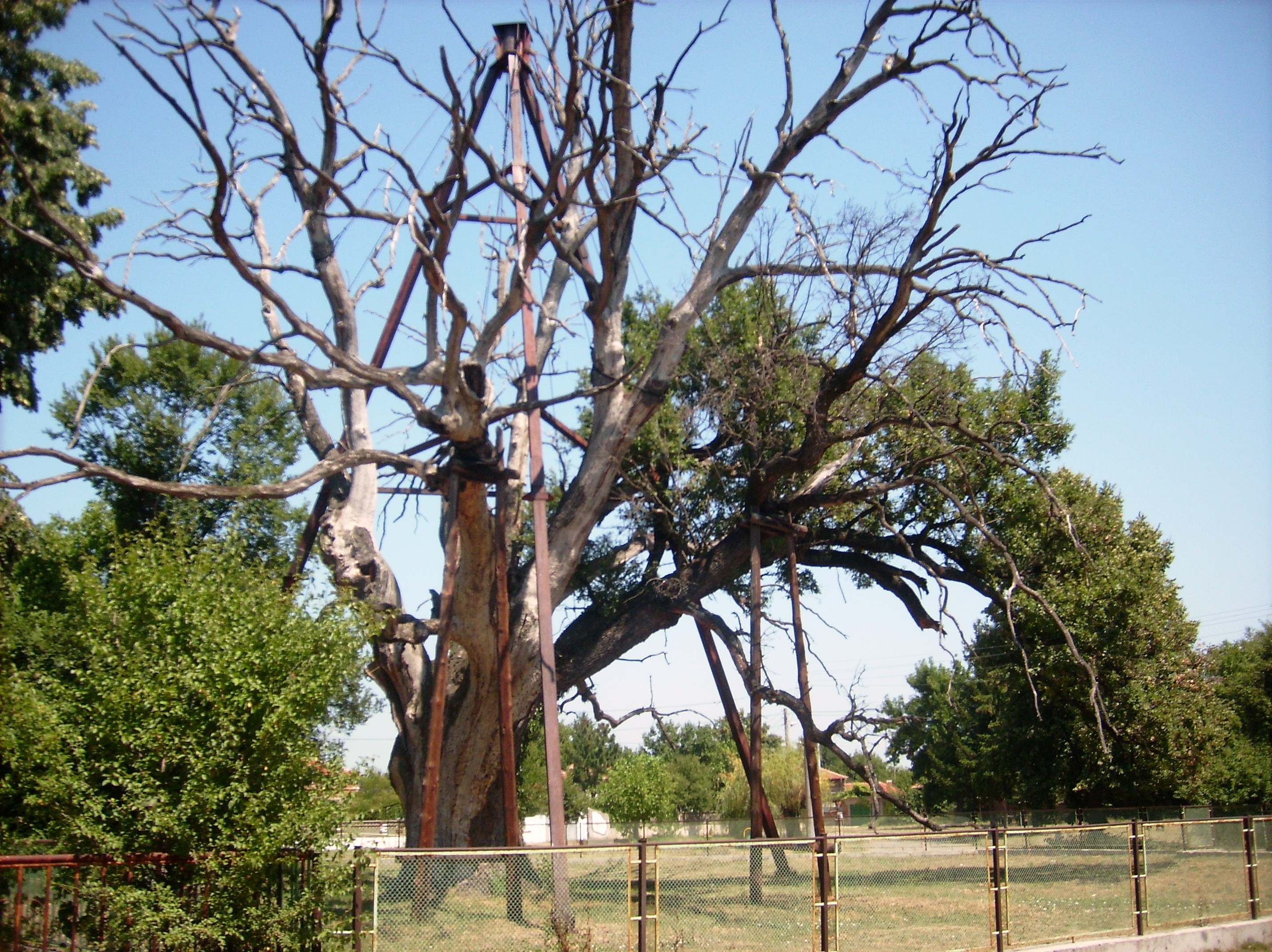
De Eik van Granit
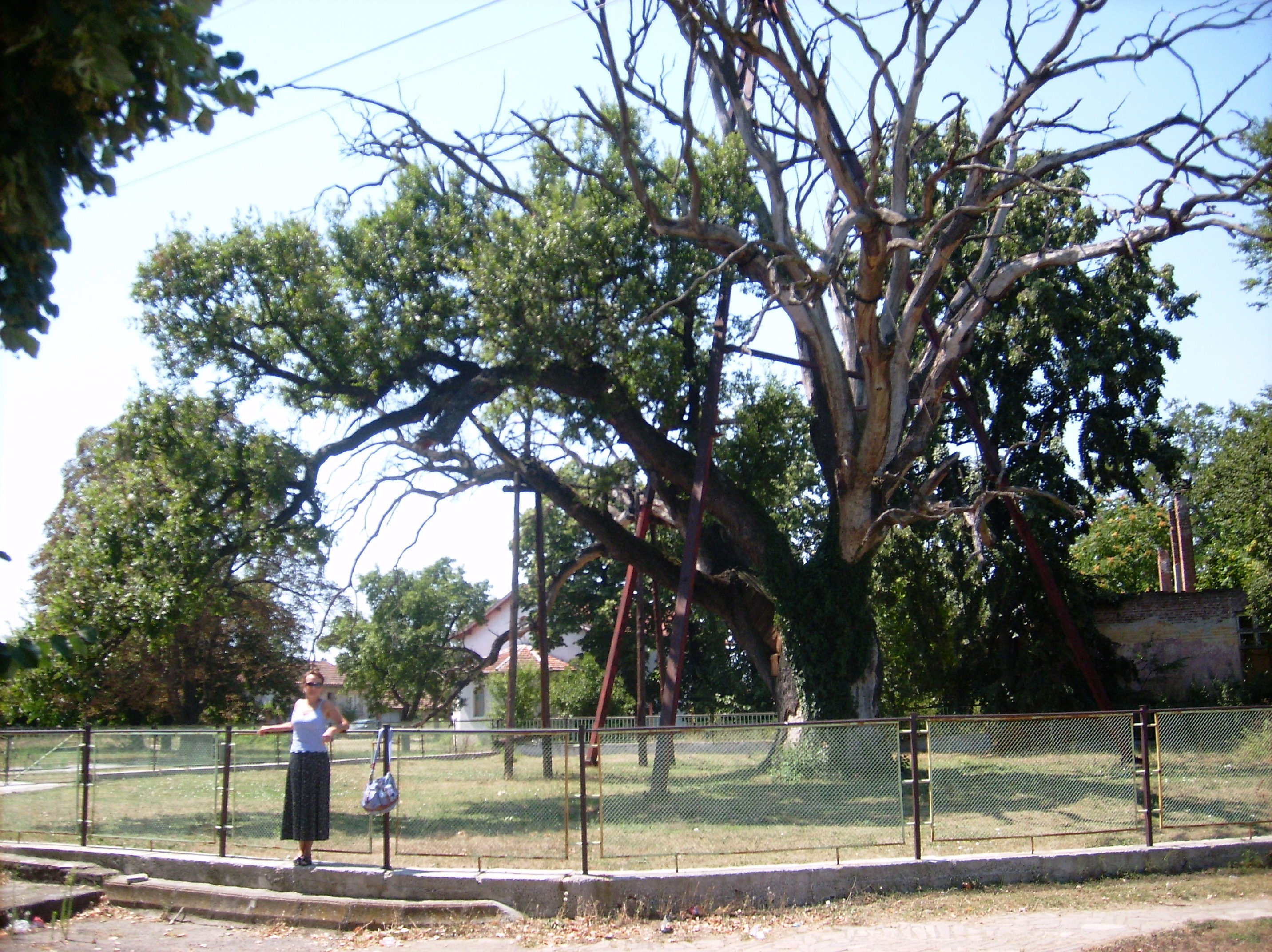
De Eik van Granit